# نریمان‌لی، شمکور
نریمان‌لی، شمکور (به ترکی آذربایجانی: Nərimanlı) یک منطقهٔ مسکونی در جمهوری آذربایجان است که در شهرستان شمکور واقع شده‌است. نریمان‌لی ۳۳۴ نفر جمعیت دارد.